# ブルーバック (動物)
ブルーバック（英: Bluebuck、学名: Hippotragus leucophaeus）は鯨偶蹄目ウシ科ブルーバック属に属する哺乳類の一種。絶滅種。

## 分布
この種はかつて南アフリカ南部（ケープ地方南部）に分布していた。

## 特徴
ブルーバックはローンアンテロープやセーブルアンテロープと共にブルーバック属に属していた。この種はこの仲間のうちでは小型で、角は短く、耳が小さく、頸の背面と肩にかけてある鬣も短い。体の上面と側面の地色は光沢のある美しい青灰色で、顔にはローンアンテロープのような暗色の斑紋がなく、体下面は淡い灰色で、側面との境界ははっきりしない。鬣、額、鼻面、四肢の全面は赤褐色、吻、上唇、頤、目の上、眼下腺の毛の房は黄灰色、尾の房状の毛は暗褐色である。また後方へ緩くカーブする角の表面には20 - 35本の節がある。

## 生活
ブルーバックは丘陵地が続く乾燥した草原に点在する林の中の開けた場所に、メスとオスの2頭か、または5，6頭の小さな群れで生活していた。イネ科植物を主食としていただろうが、絶滅してしまった今では詳しいことはわからない。
生活圏はとても狭く、20km圏内でしか活動しなかったという。

## 絶滅
1799年か1800年に絶滅が確認された。元々個体数が少なかった事と、美しい毛皮を目的に殺され、更には食料として殺された。当時の人間はブルーバックを殺すことをスポーツハンティングと称して趣味の範囲で狩猟していたこともあったという。棲み処である林や草原は町や畑になり、生活の場所も失った。そして1799年か1800年に最後の1頭のブルーバックがケープ州で殺された。
今でもヨーロッパの各大学博物館には、この種の剥製が大量に保管されている。